# Amanoa nanayensis
Amanoa nanayensis là một loài thực vật có hoa trong họ Diệp hạ châu. Loài này được W.J.Hayden mô tả khoa học đầu tiên năm 1990.